# Vértesszőlős
Vértesszőlős [ˈveːrtɛʃsøːløːʃ] (ehemals Szőllős, kroatisch Seluš) ist eine ungarische Gemeinde im Kreis Tatabánya im Komitat Komárom-Esztergom mit knapp 3.200 Einwohnern. Sie liegt zwischen den Städten Tata und Tatabánya am Ufer des Flusses Átalér, einem Zufluss der Donau am Fuße des Gerecse-Gebirge.

## Geschichte
Der Átalér hat sich im Laufe der Zeit durch das anstehende Travertingestein gearbeitet und so vier bis fünf Terrassen herausgespült, die sich in paläolithischer Zeit, auch durch die dort vorkommenden Quellen, hervorragend für einen Siedlungsplatz eigneten. In diesen Flussterrassen wurde seit der Römerzeit bis heute in Steinbrüchen das Kalkgestein abgebaut, das sich aufgrund seines geringen Gewichtes sehr gut zum Bauen eignet.

### Forschungsgeschichte
Aufgrund mangelnder Forschungsarbeit gab es in Ungarn lange Zeit keine paläolithischen Fundstellen. Aus Vértesszőlős waren lediglich botanische Funde bekannt, deren Abdrücke sich im anstehenden Travertingestein gut erhalten konnten. Diese pflanzlichen Fossilien weisen ein Alter von 400.000–500.000 Jahren auf. Erst mit den Nachforschungen Ottó Hermans und später des Paläontologen Ottokár Kadics in der Szeletahöhle wurde bekannt, dass auch das Gebiet des heutigen Ungarn in der Zeit jenseits des Neolithikums besiedelt war. Erst 1962 stieß der Geologe Márton Pécsi, der hier mit Studenten in Feldarbeit eine stratigraphische Abfolge der Gesteinsschichten dokumentieren wollte, auf die ersten archäologischen Funde: Oldowan aus Quarzit und Tierknochen mit Verbrennungsspuren. Oldowans sind einfache Geröllgeräte, die durch harten Schlag mit einem Stein behauen werden.
Von 1963 bis 1968 fanden unter der Leitung von László Vértes, der sozusagen als der Vater, entgegen der weitverbreiteten Meinung aber nicht als Namensgeber dieser Fundstelle betrachtet werden kann, in Vértesszőlős mehrere Ausgrabungen statt. Am 1. Mai 1968 wurde das Freilichtmuseum zur Fundstelle Vértesszőlős, einer Außenabteilung des Ungarischen Nationalmuseums, im heutigen Naturschutzgebiet um Vértesszőlős eröffnet. László Vértes wird oft mit dem Satz I live and die for Vértesszőlős zitiert. Diese Aussage bewahrheitete sich kurz nach der Eröffnung des Museums: Vértes erlag einem Herzleiden, dass er sich wohl aufgrund des Stresses bei der Arbeit in Vértesszőlős zugezogen hatte.

### Steinwerkzeuge
Während der Grabungen wurden in Vértesszőlős insgesamt 8890 Steingeräte gefunden. Das Rohmaterial dieser Artefakte setzt sich ausschließlich aus Gesteinen zusammen, die in der näheren Umgebung vorkommen, hauptsächlich aus den Ablagerungen des Átalér. Es handelt sich zum größten Teil um Kalksteine und Quarzite. Bei ca. 50 % aller gefundenen Artefakte handelt es sich tatsächlich um Werkzeuge, die zum Teil auch Abnutzungsspuren aufweisen. Unter diesen Werkzeugen befinden sich Chopper, Chopping Tools, Abschläge, die als Schneidewerkzeug, Kratzer, Schaber und Spitze für alle möglichen Arbeiten zu gebrauchen waren, und auch sehr einfache Faustkeile.
Vértes unternahm den Versuch, das Steingeräteinventar als eigene typologische Nische zu etablieren. Er nannte die Werkzeugindustrie aus Vértesszőlős „Buda-Industrie“, was sich allerdings nicht durchgesetzt hat. Heutzutage werden die Steinfunde meist der Alt-Acheuléen- bzw. Abbevillienindustrie zugerechnet.

### Knochenwerkzeuge
In Vértesszőlős wurden auch 105 Knochenfragmente gefunden, die eindeutig als Werkzeug identifiziert werden konnten, die nicht einfach nur gespalten, sondern ähnlich wie die Steinwerkzeuge durch Abschlagen gefertigt wurden. Außerdem ist aus Vértesszőlős ein Faustkeil aus Knochen bekannt.
Knochen wurden neben Werkzeug vermutlich auch als Brennmaterial gebraucht, worauf die große Menge angebrannter Knochenfragmente hinweist.

### Vértesszőlős I
In den Travertinschichten wurden während der Grabung 1965 vier Zahnfragmente gefunden, die zum Milchgebiss eines ca. 7 Jahre alten Kindes gehörten. Es handelt sich hierbei um den linken Eckzahn und den linken Molaren des Unterkiefers (Vsz I). Die anthropologische Bestimmung der Art gestaltet sich schwierig, da die Stammbaumforschung dieser Zeit sehr strittig ist. Sicher ist, dass es eine Menschenart ist, die noch vor dem Neandertaler in Europa gelebt hat (vermutlich Homo heidelbergensis).

### Vértesszőlős II
Während derselben Grabungsperiode wurde am 21. August wieder in einer Travertinschicht, ca. 8 m von der alten Fundstelle entfernt, ein weiterer Überrest derselben Urmenschart gefunden (Vsz II). Das Fragment des Os occipitale (Hinterhauptbein) gehörte vermutlich einem jungen erwachsenen Mann. Die Verformungen, die daran zu erkennen sind, traten alle erst postmortal durch die Einbettung in die Travertinschicht auf, keine davon ist pathologisch. Am Foramen magnum (Hinterhauptloch) allerdings sind einige Spuren zu erkennen, die Vértes zu dem Schluss verleiteten, dass es sich hier um eine rituelle Entfernung des Gehirns und vielleicht sogar um Kannibalismus gehandelt haben könnte. Diese Meinung wird aber heutzutage als sehr unwahrscheinlich gehandelt. Die Klassifizierung fällt ebenso schwer wie bei Vsz I, das Schädelvolumen wird auf 915–1225 cm³ geschätzt, was dem eines Homo heidelbergensis entspräche.
Das Problem der Klassifizierung der Menschenarten in Vértesszőlős ist grundsätzlicher Art. Sicher ist, dass die Menschen, die damals gelebt haben, eine Vorform der Neandertaler und/oder des modernen Menschen waren. Wie sie bezeichnet werden sollten bzw. zu welcher Art sie gehörten, ist strittig. Eine weit verbreitete Meinung ist, dass sich aus Homo erectus der Homo heidelbergensis und – unabhängig davon – der archaische Homo sapiens entwickelt haben.
Eine der Besonderheiten in Vértesszőlős ist die gute Erhaltung der Siedlungsspuren der Menschen im Altpaläolithikum. Im Gebiet der Fundstelle wurden neben sehr vielen Faunenresten, die zum größten Teil nichts mit der menschlichen Besiedlung zu tun haben (es wurden auch Fußspuren gefunden), auch Knochenfragmente gefunden, die eindeutig als Essensreste identifiziert werden konnten. Man fand an den Knochen Schnittspuren, die vom Entfleischen zeugen, Knochen, denen die Epiphysen abgetrennt oder die gespalten wurden, um an das Knochenmark heranzukommen.
Hauptsächlich wurden in Vértesszőlős wohl Pferde (Equus mosbachensis), Rotwild (Cervus elaphus Ssp.) und vermutlich Bisons (Bison schoetensacki) verarbeitet. Aber auch eine große Menge an Bärenknochen (Ursus deningeri) konnte hier gefunden werden, wobei hier unklar ist, ob diese ein natürliches Vorkommen darstellen oder tatsächlich vom Menschen verzehrt wurden.
Da die Theorie der Aasverwertung immer mehr in den Hintergrund rückt, kann man wohl in Vértesszőlős trotz des Fehlens eindeutiger Beweise für die Jagd aufgrund der hohen Konzentration bearbeiteter Tierknochen von einer altpaläolithischen Jagdstation sprechen.
Allerdings handelte es sich wohl nicht um echte Jagd, sondern eher um eine Taktik, die auch heute noch bei einigen Eingeborenenstämmen üblich ist: Einer Tierherde wird beim Trinken an einem Wasserloch oder Fluss aufgelauert, dann werden sie durch Lärm, Wurfgeschosse und nicht zuletzt Feuer in Panik versetzt. Die in Panik geratenen Tiere verletzen sich teils durch Niedertrampeln, teils durch Ausrutschen usw. so, dass die Jäger die hilflosen Tiere danach leicht erlegen können. Diese Technik scheint für Vértesszőlős die plausibelste, da im gefundenen Inventar keine Waffen vorhanden sind, die zur Jagd im klassischen Sinne geeignet wären. Auch waren zu dieser Zeit Bogen und evtl. auch Speer noch unbekannt.
1966 fand Dr. István Skoflek während seiner Geländearbeiten die paläolithische Fauna betreffend in einer Lößschicht eine ca. 5 cm mächtige linsenförmige Holzkohleschicht mit einem Durchmesser von ca. 7 m. Nach eingehender Untersuchung des Befundes, der 47 gefundenen Holzkohlepartikel und dem zum Teil braungebrannten Löß bestätigte sich der Verdacht, dass es sich hier um eine Feuerstelle handelt, die, wie die Mächtigkeit, Farbe und die floristischen Reste bewiesen, über einen längeren Zeitraum, vermutlich sogar über mehrere Jahre hinweg, genutzt wurde.
Diese Feuerstelle stellt eine weitere archäologische Sensation dar, da aufgrund des hohen Alters aus diesen Zeiten kaum Feuerstellen bekannt sind und lange Zeit, zum Teil bis heute, diskutiert wird, ob die damaligen Menschen überhaupt schon das Feuer beherrschten. Die Fundstelle Vértesszőlős liefert hierfür einen weiteren Beweis. Es wurden weitere Feuerstellen gefunden, allerdings gibt die Literatur hierzu zu wenig her. Die angebrannten Knochensplitter, die in den Feuerstellen gefunden wurden, wurden ins Feuer geworfen. Da Knochen unter den richtigen Umständen tagelang glimmen können, kann ein Feuer auch nach ein oder zwei Tagen wieder entzündet werden.

### Datierung
Die Schicht, in der der menschliche Schädel gefunden wurde, wurde mit der Th/U-Methode auf ca. 350.000 Jahre datiert, was mit einer Elektronenspin-Resonanz-Datierung bestätigt wurde, die zum Ergebnis 333.000 ± 17.000 Jahre führte.
Damit wäre der Terminus ante quem bestimmt, der Terminus post quem lässt sich einfach anhand der Geomagnetik der Schichten festlegen, die aufgrund ihrer normalen Ausrichtung auf maximal 600.000 Jahre bestimmt werden können. Damit können die Funde aus Vértesszőlős zwar ungenau, aber sicher auf ein Alter zwischen 350.000 und 600.000 Jahren vor heute datiert werden. Durch die Datierung der gefundenen Tierknochen und Pollen lässt sich das Alter der Fundstelle auf ca. 350.000 Jahre und damit ins Mittelpleistozän festlegen.

### Bedeutung der Fundstelle
Aufgrund der Funde in Vértesszőlős muss diese Fundstelle gleichwertig mit den großen Namen der altpaläolithischen Forschung wie Bilzingsleben, Schöningen, Boxgrove, Swanscombe und anderen genannt werden, da es äußerst selten ist, dass man einen Siedlungsplatz aus dieser Zeit fast in situ findet und auswerten kann.
Außerdem bedeutet Vértesszőlős, dass der Mensch schon zu dieser Zeit den europäischen Kontinent von den britischen Inseln im Westen bis hin zu den Karpaten besiedelt hatte. Jedoch kommt Vértesszőlős, sicher nicht zuletzt wegen der politischen Vergangenheit Ungarns und den damit verbundenen Schwierigkeiten in der Forschung, immer noch eine sehr kleine Rolle in der Erforschung der Lebensweise der Menschen im Altpaläolithikum und deren Migration nach Europa zu, was sich in den nächsten Jahren allerdings entscheidend ändern dürfte.

## Gemeindepartnerschaften
- Dvory nad Žitavou, Slowakei
- Muhr am See, Deutschland

## Sehenswürdigkeiten
- Madonnenstatue
- Römisch-katholische Kirche Kisboldogasszony, erbaut 1789–1792 (Spätbarock) mit einer Orgel von János Schack aus dem Jahr 1844
- Szent-Imre-Statue, an der Grundschule
- Szent-István-Büste

## Verkehr
Vértesszőlős liegt an der Hauptstraße Nr. 1. Die Gemeinde ist angebunden an die Eisenbahnstrecke von Tatabánya nach Komárom.